# 月泉博
月泉 博（つきいずみ ひろし、1954年 - ）は、日本の流通コンサルタント、商業開発ディレクター。株式会社シーズ代表取締役社長、株式会社ドン･キホーテ顧問。
関西学院大学法学部卒業。山一證券、流通誌編集記者などを経て、1991年に株式会社シーズを設立した。商業、流通に関する著述、講演活動、セミナー行っている。著書、論文多数。

## 著書
- 『価格破壊宣言 : 洋服の青山 「驚異の成長と高収益」を生む革命ビジネスのすべて!』商業界、1993年
- 『流通激震!これからの「勝ち組」戦略』日本実業出版社、2001年
- 『一目でわかる流通業界最前線』日本実業出版社、2002年
- 『ドン・キホーテの革命商法 : 完全解明 : 超元気企業のやんちゃ宣言』商業界、2003年
- 『ユニクロvsしまむら』日本経済新聞社、2006年/日経ビジネス人文庫、2009年
- 『「流通戦略」の新常識 : 「超成熟消費時代」を勝ち抜く条件』PHP研究所（PHPビジネス新書）、2007 年
- 『よくわかる流通業界』日本実業出版社、2008年
- 『ユニクロ世界一をつかむ経営』日本経済新聞出版社 、2012年/日経ビジネス人文庫、2015年

## 編著
- 『ドン・キホーテ闘魂経営 : ゼロから始める成功の極意』安田隆夫著、徳間書店、2005年
- 『情熱商人 : ドン・キホーテ創業者の革命的小売経営論』安田隆夫著、商業界、2013年